# دوما (فیلم ۲۰۱۱)
دوما (به زبان عربی عروسک‌ها) یک مستند پیشگامانه اسرائیلی است که در سال ۲۰۱۱ دربارهٔ خشونت جنسی علیه زنان عرب در جامعه فلسطین و زنان در جهان عرب ساخته شده‌است. این فیلم به نویسندگی و کارگردانی عبیر زیبق حداد و تهیه‌کنندگی همسرش سهیل حداد ساخته شده‌است. این اولین فیلم یک زن عرب زبان بود که با تابوی خشونت جنسی علیه زنان عرب روبرو شد، زنانی که اغلب برای حفظ فرهنگ عربی خود مجبور به سکوت می‌شوند. این فیلم داستان پنج زن را روایت می‌کند که در دوران نوجوانی مورد آزار جنسی قرار گرفتند و برخی از آنها توسط اعضای خانواده‌شان قربانی شدند. این مستند توسط مقامات تلویزیون و فیلم اسرائیل، بنیاد جدید سینما و تلویزیون و پروژه خانه سبز حمایت شد.

## خلاصه داستان
زیبق حداد، یک نمایش عروسکی می‌سازد که به موضوع کودک آزاری می‌پردازد، بعد از اینکه کسی به دیدن این نمایش نمی‌آید به دلیل سختی‌هایی که موضوع تحمیل می‌کند، تصمیم می‌گیرد با دوربین سفری را از شمال به جنوب کشور آغاز کند و روایت‌ها را مستند کند. زنان عربی که خشونت جنسی را تجربه کرده‌اند و داستان‌های آنها شنیده می‌شود. پنج قهرمان داستان جرأت می‌کنند آزار جنسی را که در حلقه نزدیک خانواده و دوستان خود متحمل شده‌اند افشا کنند. همه آنها به دنبال راهی برای بیان و شکستن چرخه سکوتی هستند که خانواده و جامعه بر آنها تحمیل کرده‌است. هدف آنها شنیده شدن است، چه در خلوت و چه در فضای باز. جاه طلبی آنها این است که شرایط را برگردانند و زنان آزار دیده را از دایره سکوت، شرم و خفگی دور کرده و به سوی پذیرش خود و درک این نکته که هنوز هم اجازه ادامه زندگی در جامعه دارند، سوق دهند.
دوربین زنان را تشویق می‌کند تا به آرامی از میان گودال‌های تاریک خاطرات عبور کرده تا دردشان را آشکار کنند، صدایی به آن بدهند و در نهایت آن‌ها را از مسکوت ماندن این راز وحشتناک رهایی بخشد، تا شاید و تا حدودی از تحقیر و تنهایی رهایی یابند.

## پیشینه
حداد در سال ۲۰۰۰ برای اولین بار پس از خواندن مقاله‌ای در مورد کودک آزاری به موضوع آزار جنسی کودکان علاقه‌مند شد. او یک آموزش تیزهوشان در این زمینه را در مرکز آموزش و مراقبت از دوران کودکی در یافا که در آن کار می‌کرد آغاز کرد. حداد همچنین تصمیم گرفت که نمایشنامه بنویسد. او که پیش از این هرگز متنی را ننوشته بود، پیش‌نویسی را شروع کرد و آن را برای رونیت هخام، نمایشنامه‌نویس اسرائیلی فرستاد و به همراه کارگردان شیر فریباخ، نمایشنامه شکلات را ساختند. در این نمایش از بازیگران، عروسک‌ها و ویدئو استفاده می‌شد تا داستان دختری را روایت کند که در یک زمین بازی مورد آزار جنسی قرار گرفته بود. شکلات در سال ۲۰۰۶ در جشنواره تئاتر کودکان حیفا به نمایش درآمد که در آن چهار جایزه برنده شد. حداد می‌خواست این نمایش را در مدارس و جوامع عربی ارائه کند، اما آنها به دلیل جنجالی بودن موضوع از اجرای نمایش خودداری کردند.
در سال ۲۰۰۹، او فعالیت خود را به مستندسازی تغییر داد و در یک سمینار طولانی در ناصره که سازماندهی شده بود شرکت کرد و در آنجا از متخصصان این حوزه آموزش گرفت. پس از اتمام برنامه، او تصمیم گرفت تا چند زن عرب را بیابد که با او در مورد تجاوز جنسی که متحمل شده بودند، در مقابل دوربین صحبت کنند. به گفته او، «هر کس با آنها صحبت کردم می‌گفتند که حتی یک زن را برای گفتگو پیدا نمی‌کنم». او سرانجام پنج زن را پیدا کرد که مایل بودند با او صحبت کنند. یکی از آنها جلوی دوربین ظاهر شد، اما چهار نفر باقی مانده پشت به دوربین یا با صورت‌های تارشده نمایش داده شدند تا از شناسایی آنها جلوگیری شود. آنها از پیامدهای اجتماعی و خانوادگی می‌ترسیدند که می‌توانست به قتل یا قتل ناموسی آنها منجر شود.
مردم به من گفته‌اند که نمی‌توان زنانی را پیدا کرد که بخواهند جلوی دوربین بیایند و در مورد این مسائل صحبت کنند؛ زیرا این زنان از تنبیه منفی جامعه و شرمندگی خانواده خود می‌ترسند. برخی از زنان سال‌ها با راز آزار جنسی زندگی می‌کنند، حتی می‌ترسند به مادرشان بگویند. اگرچه ما با بسیاری از زنانی که آزار جنسی را تجربه کرده بودند صحبت کردیم، تنها پنج نفر از آنها با فیلمبرداری موافقت کردند. از این پنج نفر، تنها یک نفر پذیرفت که شناسایی شود. ماه‌ها طول کشید تا این زنان پیدا شوند. جدا از این که می‌ترسیدم جامعه فیلم را نپذیرد، می‌بینم که الان مردم برای دیدن فیلم خیلی مشتاق هستند. مأموریت من این است که این فیلم را تا حد امکان به افراد بیشتری نشان دهم، مهم نیست که یک فرد اهل چه کشوری یا مذهبی است، فقط می‌خواهم آن را هر چه بیشتر مردم نشان دهم.
عبیر زیبق حداد

## حضور و جوایز
این فیلم در فرهنگسراها، سینماها، دانشگاه‌ها و مدارس اکران شد. پس از آن سازنده‌ها با حضار و دانشجویان به بحث و گفتگو پرداختند. این فیلم در جشنواره بین‌المللی فیلم بمبئی (۲۰۱۲)، جشنواره بین‌المللی فیلم مستند بلگراد (۲۰۱۲) و جشنواره بین‌المللی فیلم مستند گاه نگاری در مولداوی (۲۰۱۲) به نمایش درآمد. همچنین در جشنواره تلویزیونی شهری در مادرید (۲۰۱۲) به نمایش درآمد و برنده جایزه بهترین تولید تلویزیونی و ویدئویی شد.
قیس قاسم منتقد سینما در نقدی برای جشنواره فیلم تسالونیکی نوشت: «دوما نشانگر گرایش جدیدی در سینمای فلسطین به سمت خودنمایی و نقد است که ابتدا با فیلم‌های ایلیا سلیمان ظاهر شد و به نظر می‌رسد در حال افزایش است». دکتر ایلم آتاکاو در هافینگتون پست (بریتانیا) نوشت: "دوما (عروسک‌ها) یک مستند فوق‌العاده قدرتمند است… این فیلم فضایی را برای زنان ایجاد می‌کند تا سد سکوت و ترس را بشکنند و آشکارا در مورد تجربیات خود صحبت کنند. تجاوز و آزار… ما به فیلم‌های بیشتری نیاز داریم که زنان دردی را فریاد بزنند در حالی که هویت و کرامت بدنشان نقض می‌شود. فیلم حداد به همان اندازه که به طرز وحشیانه‌ای واقع گرایانه است، بسیار عالی عمل می‌کند. آشکارا تحریک کننده، و به شدت جذاب است.»
امی کرونیش، نویسنده کتاب سینمای جهان: اسرائیل گفت: «این فیلمی است دربارهٔ زنان بسیار شجاعی که در مورد یک تراژدی وحشتناک در زندگی خود صحبت می‌کنند، دربارهٔ موضوعی که هنوز برای آنها مواجهه با آن دشوار است. آنها سال‌ها از صحبت کردن می‌ترسیدند زیرا ممکن است توسط اقوام مرد خود به خاطر رسوایی خانواده‌هایشان به قتل برسند… فیلم به زیبایی فیلمبرداری شده‌است - زنان از پشت فیلمبرداری می‌شوند، یکی از از پنجره به بیرون نگاه می‌کند، یکی به دریا نگاه می‌کند، یا دیگری در یک پنجره یا آینه کمی اعوجاج شده، یا از پشت در یک ماشین در حال حرکت. یکی از آنها نیز توسط یک مزرعه سابرا احاطه شده‌است، گیاهی که نماد تضاد عمیق بین پرخاشگری و طبیعت است. این عنصر گمنامی در فیلم آن را بسیار معتبر می‌کند و بر این واقعیت تأکید می‌کند که این چهار زن صدایی برای همه کسانی هستند که در جوانی تجربه‌های مشابهی از سر گذرانده‌اند.